# Walter Neidhart
Walter Neidhart (* 27. April 1917 in Basel; † 18. Oktober 2001 ebenda) war ein Schweizer Professor für Evangelische Theologie.
Neidhart lehrte bis 1987 Praktische Theologie an der Universität Basel. Nach seinem Theologiestudium war er erst Gemeindepfarrer und danach Beauftragter für den kirchlichen Religionsunterricht in Basel. Von 1966 bis 1993 war er Mitherausgeber der Zeitschrift Theologia Practica. Seine Dissertation bei Julius Schweizer wurde unter dem Titel Psychologie des kirchlichen Unterrichts veröffentlicht. Zusammen mit dem reformierten Pfarrer Hans Eggenberger gab er ein Erzählbuch zur Bibel heraus.